# Vulcano (film 2015)
Vulcano (Ixcanul) è un film del 2015 diretto da Jayro Bustamante.

## Produzione
La trama del film è basata su di una storia vera. Il film è stato girato sul vulcano di Pacaya in Guatemala.

## Riconoscimenti
Il film ha ricevuto il Premio Alfred Bauer, assegnato nel corso del Festival Internazionale del Cinema di Berlino del 2015